# 广岛农业短期大学
广岛农业短期大学（日语：／ Hiroshima Nōgyō Tanki Daigaku *），简称广农短，是过去一所位于日本广岛县东广岛市的公立短期大学。

## 概要

### 简介
- 短期大学为于1954年开办[1][2]、由广岛县经营。招生到1988年[3]、停办于1990年。为男女同校从开办。

### 历史
- 1950年 广岛农业短期大学成立并同时设置一个学科即农业科。
- 1967年 畜产科成立[3]。
- 1968年 学校的校址搬迁[1]。
- 1969年 两个学科改名为、以下列举[3]。
  - 农业科→农学科
  - 畜产科→畜产学科
- 1988年 招生最后、次年停止招生（正式停办于1990年3月31日[3]）。

## 学校环境
- 校区：在了广岛县东广岛市[注 1]

## 历任校长
- 山根甚信：第一代短期大学校长[4]。
- 高桥利男：最后短期大学校长[5]。

## 组织

### 学科
- 农学科
- 畜产学科

### 专科
| - 没有 |

### 业余课程
| - 没有 |

### 附属机关
| - 有了附属图书馆 |

## 相关链接
- 日本短期大学列表
- 广岛女子短期大学
- 广岛县立保健福祉短期大学